# Robert Carlson
Robert Earl „Bob“ Carlson (* 11. April 1905 in San Francisco; † 14. April 1965 in Orange) war ein US-amerikanischer Segler.

## Erfolge
Robert Carlson, der für den Los Angeles Yacht Club segelte, gewann 1932 in Los Angeles bei den Olympischen Spielen in der 6-Meter-Klasse die Silbermedaille. Er war Skipper der Gallant, die alle sechs Wettfahrten auf dem zweiten Platz beendete und damit hinter dem schwedischen Boot Bissbi und vor dem kanadischen Boot Caprice Zweiter wurde. Die Schweden schlossen alle Wettfahrten auf Rang eins ab, die Kanadier wurden jeweils Dritter. Mangels Erfolgsaussichten nahmen die Kanadier an den letzten beiden der insgesamt sechs Wettfahrten nicht mehr teil. Zur Crew der Gallant gehörten Frederic Conant, Charles Smith, Donald Douglas und Temple Ashbrook.